# Deus in adjutorium meum
Deus in adjutorium meum is psalm 70 in het Latijn. De Engelse componist Benjamin Britten schreef een zetting van dit psalm als onderdeel van This Way to the Tomb.
Britten schreef in 1944-1945 aan de begeleidende toneelmuziek voor This Way to the Tomb van Ronald Duncan, later zou die Duncan helpen met het libretto van Brittens opera The rape of Lucretia. Deus in adjutorium meum vormde de opening van de meer dan 147 minuten durende toneelmuziek die Britten uiteindelijk zou schrijven. Het schreef het voor a-capellakoor. Brittens leerling Arthur Oldham dirigeerde de muziek bij het toneelstuk, dat opende op 11 oktober 1945 in het Londense Mercury Theatre. Aan het slot van het toneelstuk is Gloria patri uit Deus in adjutorium meum opnieuw te horen.
Het werk wordt gezongen in tempo Andante. De muziek van de totale muziek werd nooit gepubliceerd, maar drie liederen (Evening, Morning en Night) werden laat 20e eeuw alsnog los uitgegeven.
This way to the tomb is een aanklacht tegen de oorlog, de Tweede Wereldoorlog was toen net afgelopen. Duncan was net als Britten overtuigd pacifist.

## Discografie
- Uitgave Chandos: Britten Singers o.l.v. Richard Hickox (opname 1990)